# Kamila Szczepańska
Kamila Szczepańska (ur.: 24 kwietnia 1983, zm. 2022) – polska brydżystka, Mistrz Międzynarodowy, odznaczona brązową odznaką PZBS (2006), instruktor PZBS.

## Wyniki brydżowe

### Rozgrywki krajowe
W rozgrywkach krajowych zdobywała następujące lokaty:
| Mistrzowska Majówka | Mistrzowska Majówka | Mistrzowska Majówka | Mistrzowska Majówka |
| Rok                 | Kategoria           | Partner             | Pozycja             |
| ------------------- | ------------------- | ------------------- | ------------------- |
| 2009                | Kobiety             | Marta Maj-Rudnicka  | 1                   |

### Zawody światowe
W światowych zawodach zdobyła następujące lokaty:
| Mistrzostwa Świata. Konkurencja par | Mistrzostwa Świata. Konkurencja par | Mistrzostwa Świata. Konkurencja par   | Mistrzostwa Świata. Konkurencja par | Mistrzostwa Świata. Konkurencja par | Mistrzostwa Świata. Konkurencja par |
| Rok                                 | Miejsce                             | Zawody                                | Kategoria                           | Partner                             | Pozycja                             |
| ----------------------------------- | ----------------------------------- | ------------------------------------- | ----------------------------------- | ----------------------------------- | ----------------------------------- |
| 2006                                | Pieszczany                          | 6. Młodzieżowe Mistrzostwa Świata Par | Juniorzy                            | Marta Maj                           | 80                                  |
| 2001                                | Stargard                            | 4. Mistrzostwa Świata Par Juniorów    | Juniorzy                            | Katarzyna Rempola                   | 72                                  |

### Zawody europejskie
W europejskich zawodach zdobyła następujące lokaty:
| Zawody Europejskie. Konkurencja Teamów | Zawody Europejskie. Konkurencja Teamów | Zawody Europejskie. Konkurencja Teamów         | Zawody Europejskie. Konkurencja Teamów | Zawody Europejskie. Konkurencja Teamów |
| Rok                                    | Miejscowość                            | Zawody                                         | Kategoria                              | Pozycja                                |
| -------------------------------------- | -------------------------------------- | ---------------------------------------------- | -------------------------------------- | -------------------------------------- |
| 2009                                   | San Remo                               | 4. Otwarte Mistrzostwa Europy                  | Kobiety                                | 5                                      |
| 2007                                   | Jesolo                                 | 21. Europejskie Młodzieżowe Mistrzostwa Teamów | Dziewczęta                             | 1                                      |
| 2005                                   | Riccione                               | 20. Europejskie Młodzieżowe Mistrzostwa Teamów | Dziewczęta                             | 4                                      |
| 2004                                   | Praga                                  | 19. Europejskie Młodzieżowe Mistrzostwa Teamów | Dziewczęta                             | 3                                      |

| Zawody europejskie. Konkurencja par | Zawody europejskie. Konkurencja par | Zawody europejskie. Konkurencja par   | Zawody europejskie. Konkurencja par | Zawody europejskie. Konkurencja par | Zawody europejskie. Konkurencja par |
| Rok                                 | Miejsce                             | Zawody                                | Kategoria                           | Partner                             | Pozycja                             |
| ----------------------------------- | ----------------------------------- | ------------------------------------- | ----------------------------------- | ----------------------------------- | ----------------------------------- |
| 2009                                | San Remo                            | 4. Otwarte Mistrzostwa Europy         | Kobiety                             | Marta Maj                           | 35                                  |
| 2008                                | Wrocław                             | 9. Młodzieżowe Mistrzostwa Europy Par | Dziewczęta                          | Marta Maj                           | 2                                   |

## Klasyfikacje brydżowe
- Kamila Szczepańska – klasyfikacja PZBS
- Kamila Szczepańska – klasyfikacja EBL (ang.)
- Kamila Szczepańska – klasyfikacja WBF (ang.)